# Aviația la Bălți
Aviația la Bălți constituie o parte a istoriei dezvoltării societății orașului Bălți în Republica Moldova, începând din secolul XX cu 9 aerodromuri istorice aferente Bălțiului.
Bălți este unul dintre centrele aviației civile și, în trecut, centrul aviației militare din Moldova. În timpul celui de-al Doilea Război Mondial, principala bază aeriană militară din Bălți, situată la Singureni, a fost deservită de 5 aerodromuri avansate: 2 în RSSM și 3 în RSSU.
În domeniul aviației civile, Bălți, alături de Chișinău, a devenit una dintre primele destinații în rețeaua de rute de pasageri a aviației civile românești. În perioada sovietică, în întreagă Republica Moldova existau doar două unități de aviație civile: Bălți  și Chișinău . Bălți este singurul oraș din Moldova în care au funcționat simultan două aeroporturi: Aeroportul Bălți-Oraș și Aeroportul Internațional Bălți - acest aeroport a fost ultimul aeroport nou construit în Moldova, cu o pistă nouă, într-o locație geografică cu condiții meteorologice mai bune în comparație cu multe aeroporturi din regiune . Cu excepția Chișinăului, în Republica Moldova, doar de la Bălți erau operate zborurile regulate de pasageri cu avioane de tip Tupolev Tu-134.
Bălți a devenit centrul aviației militare din Moldova imediat după anexarea Basarabiei, când IAP-55 a fost mutat la Bălți de la Kirovograd în 1940. În 1941, Operațiunea Barbarossa a început cu atacul asupra aerodromului militar de la Bălți din Singureni, unde au fost distruse avioane sovietice în primele zile ale ostilităților și cu utilizarea ulterioară a aerodromului din Singureni de către escadrilele germane, în special Reinhard Heydrich, pentru Operațiunea Barbarossa. Bălți a devenit, de asemenea, o platformă de start pentru ași ai aviației precum Aleksandr Pokrîșkin, Reinhard Heydrich, precum și pentru unii dintre cei mai prolifici piloți ai celui de-al Doilea Război Mondial: Rudolf Schmidt, Grigori Recikalov. Nadia Russo, din Escadrila Albă, a efectuat zboruri de aviație sanitară spre și dinspre Bălți. Un regiment de vânătoare sovietic, trei regimente germane de vânătoare și bombardiere și o escadrilă parțială a Escadrilei Albe au fost staționate pe aerodromurile din Bălți. În 1944, primul zbor fără escală spre Bari a fost efectuat de la Bălți cu Yak-9D.

## Istoric
Activitatea aviatică din Bălți și din suburbiile Bălțiului își are originea istorică în perioada Regatului României și în cea de-al Doilea război mondial. Timp ce aviația civilă s-a dezvoltat înainte și după al Doilea război mondial, dezvoltarea aviației militare la Bălți s-a concentrat pe timpul al al Doilea război mondial.

### Perioada Regatului României

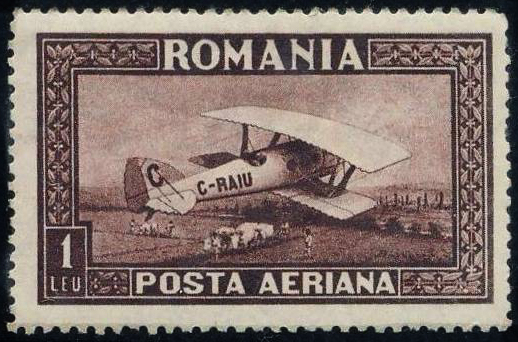
1928 marca poștală

1 iunie 1922 primul avion (de Havilland DH.9) a început un zbor lung 410 kilometri (250 mi): București — Galați — Chișinău.

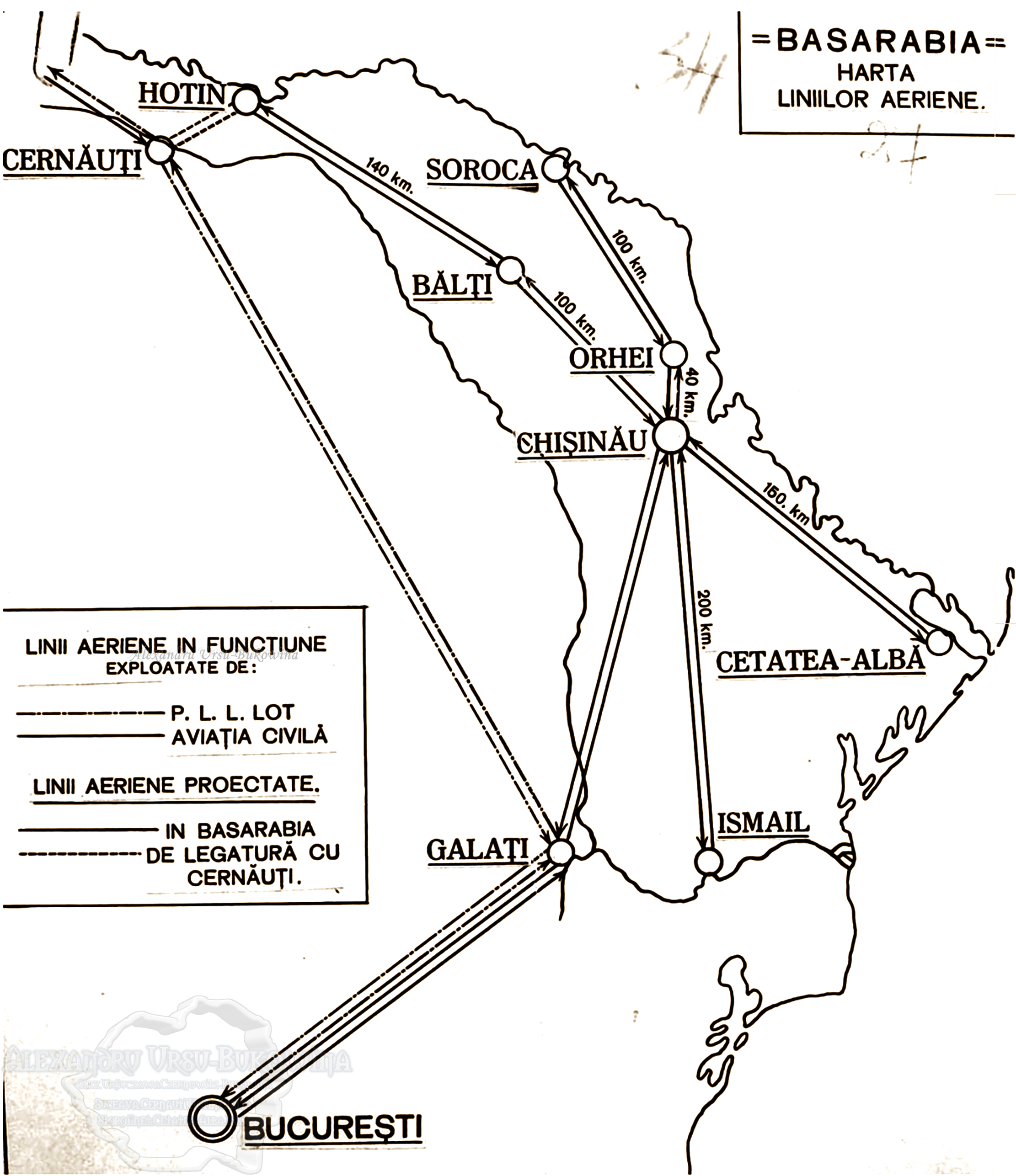
Harta curselor pasageri în Basarabia în epoca Regatului României

Primele curse pasageri la Bălți au inceput la 24 iunie 1926 pe cursa București-Galați-Chișinău-Bălți. Cursele au fost efectuate de compania  Compagnie Franco-Roumaine de Navigation Aérienne — CFRNA, care urmare restructurării a fost redenumită LARES și mai apoi TAROM. Aeroport se afla pe lângă Bălți, în satul Singureni. Un avion cu 10 locuri Farman F.60 Goliath - F.168Bn4 cu motoare Armstrong Siddeley Jaguar a început să efectuieze curse interne în mai 1928 pe ruta București-Galați-Chișinău-Bălți (compania: Serviciul Național de Navigație Aeriană (SNNA)). În acea epoca, avioane au fost utilizate pentru a transporta pasageri, reviste și poșta.
Primele curse comerciale pasageri pe ruta din Bălți înspre Hotin și Chișinău au fost efectuate de compania CFRNA (LARES) în perioadă interbelică. Una din primele curse efectuate la Bălți a fost cursa specială din 28 octombrie (sau 28 noiembrie) 1930, organizată de Administrația de Stat a Aviației Civile din România, pentru a selecționa terenuri adaptate pentru aerodromuri și marketing al aviației civile pentru păturile largi ale populației.
În ceea ce privește cursa Chișinău - Bălți - Hotin, s-a decis o escală în capitala de nord a Basarabiei la Bălți, luând în considerație centrul important orașul Bălți până la hotarul de nord al Basarabiei. Astfel, conform doctorului în drept, Mihai Tașcă, "distanța de 240 km dintre Chișinău și Hotin trebuia efectuată pe-o direcție într-o oră și 40 minute, iar tur-retur - în trei ore 20 min. Decolarea din Chișinău era planificată la ora 6.10, sosirea la Bălți era stabilită pentru 6.50. La Bălți, după o pauză de 20 min., la 7.10, avionul își lua zborul spre Hotin și ajungea la destinație la ora 8.10. Returul spre Bălți era stabilit pentru ora 10.00, unde se ajungea într-o oră, adică la 11.00. Urma apoi o pauză de mai multe ore, căci decolarea spre Chișinău era fixată la ora 18.00, iar la Chișinău se ajungea la ora 19.00. Pentru cursa Chișinău - Bălți - Hotin costul biletului era: până la Bălți de 500 de lei (100 km x 4 + 100), iar de la Bălți la Hotin 600 lei, în total - 1.100 lei. Costul unei curse complete era de 4.071 lei".
În 1937 a fost efectuată cursa regulată pe linia — Cetatea Albă — Chișinău — Bălți.
În 1940, LARES efectua corsa cotidiană Bălți — Chișinău — Iași — Galați — București (numărul cursei 2116).
În perioadă imediat interbelică, Bălți a fost conectat cu București prin curse directe.
În 1936, Nadia Russo (1901—1988), a fost une din primele femei piloți în România, de origine rusă albă, care a primit licență de pilot. Nadia Russu s-a intщкs la Bălți în 1941 împreună cu Escadrila Albă.
De-a lungul al Al Doilea Război Mondial, Bălți a devenit centrul activității aeronautice în Basarabia cu cinci locații ale pistelor de aterizare în și împrejurările orașului Bălți (inclusiv aerodromuri de suport) cu cei mai renumiți ași ai aviației și militari cunoscuți care au luptat în ceruri asupra Bălțiului: dintr-o parte Jagdgeschwader 77 și dintr-o altă parte IAP-55, și anume Aleksandr Pokrîșkin și Reinhard Heydrich. 

Heydrich a început Operațiunea Barbarossa de la o bază militară germană aeriană la Bălți, (Moldova), care s-a întors sub jurisdicția Regatului României după ultimatul lui Stalin din 1940 privind cedarea Basarabiei de România URSS. Pe baza aerină germană la Bălți pe lângă Singureni, vis-a-vis actualului Aeroportul Internațional Bălți-Leadoveni, au fost dislocate diferite escadre germane bombardament (Kampfgeschwader), și anume nr. 77 :
Necătând la faptul că Himmler, șeful lui Heydrich, i-a interzis lui Heydrich de mai multe ori a zbura, Heydrich s-a regăsit pe ascuns în URSS la începutul Operațiunei Barbarossa iar la start: cu avionul lui privat Me-109 el s-a aflat cu JG 77 pe baza aeriană la Bălți (Belzy) în Moldova.

### Al doilea război mondial

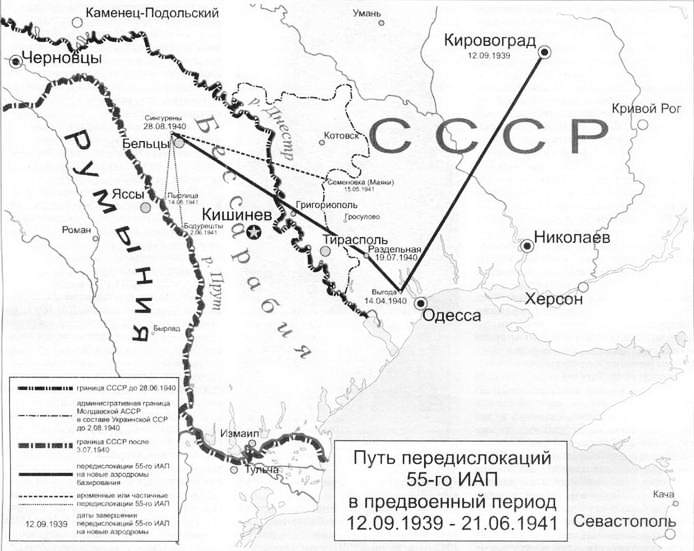
Redislocație a Regimentului de aviație de luptă (ИАП) nr.55 IAP-55 de la Kirovograd înspre aerodromuri la și împrejur Bălți, inclusiv aerodromuri de suport în vecinitate pentru aerodromuri Bălțene propriu zise între 12 septembrie 1939 și 21 iunie 1942

După sosira forțelor aeriene sovietice în Basarabia (cu toate sale diferite piste), Aeroportul Bălți-Oraș servea cum aeroport militar. Fotografiile următoare au fost făcute în iuniu - iulie 1940 până și după ce forțele aeriene Germaniei au atacat și au ocupat Aeroportul Bălți Oraș, mai bine zis diferite piste la Bălți și împrejur orașului. (pagina 21)
Istoria militară a aviației Bălțene pare să începe cu faptul că aerodromurile situate în aproximativ cinci locuri diferite în Bălți și suburbii, inclusiv locațiile cu aerodromuri de suport celor de la Bălti situate în Semenovka, Singureni și Pyrlitsa (în apropierea frontierei moldo-române în raionul Ungheni), a servit ca bază principală inițială pentru Regimentul de aviație de luptă sovietic nr.55 (28.08.1940 - 07.03.1942) / devenit Regimentul de garzi de aviație de luptă societic nr.16 (07.03.1942 - 04.04.1942), care făceau parte de Divizia mixtă de aviație sovietică nr.20 în timpul al Doilea război mondial. Regimentul aerian s-a mutat la Bălți în 1940 de la Kirovograd (Ucraina) după anexarea Basarabiei de către URSS. Triplu Erou al Uniunii Sovietice Alexander Pokrîșkin, Eroii Dubli ai Uniunii Sovietice Grigore Recikalov și Alexander Klubov au început drumul lor militar în acest regiment, precum și 17 piloți care au devenit eroi ai Uniunii Sovietice.
Din partea germană, aviatori de luptă germani de la regimentul Kampfgeschwadernr.27 au luat parte la atacurile asupra orașului Bălți în iunie 1941 și cei de la regimentul de aviație de luptă Kampfgeschwader nr.51, format la Landsberg am Lech însuși de la regimentul Kampfgeschwader nr.255, staționate la diferite aerodromuri din Bălți și pe lângă Bălți din iulie până în octombrie 1941, iar apoi au fost desființate în 1945.
În timpul sovietic, așezările Singureni împreună cu Corlăteni au format o comună numită Leadoveni. Aeroportul Balti-Lyadoveni a fost construit la sfârșitul anilor 1980 pe teritoriul satului Corlăteni, dar a păstrat numele original al pilotulului Leadov. Construcția plăcilor de beton de pe pistă de la Singureni a continuat sub jurisdicția sovietică atunci când a început cel de-Al doilea război mondial, dar lucrările de construcție nu au fost finalizate odată cu începerea războiului și sosirea trupelor germano-române în Basarabia și retragerea trupelor sovietice. În mai-iunie 1941, Maiaki din Krasnooknyansky raion al oblast Odessa din Ucraina a devenit bază de studii pentru regimentele de aviație de luptă sovietice dislocate la Bălți și împrejurimile. Înainte de cel de-Al doilea război mondial, I-153 și I-16 au fost operate de la Aeroportul Bălți Oraș și alte piste Bălțene. La 22 iunie 1941, Aeroportul Balti Oraș a operat 54 de aeronave I-153 și I-16, precum și 62 de aeronave MiG-3, care puteau fi operate de 22 dintre cei 70 de piloți 
Pentru cea mai mare parte a anului 1941, regimentul sovietic IAP-55 a luptat folosind I-153 și I-16, și până în noiembrie 1942 - Mig-3 și I-16. Din aprilie până în septembrie 1942, regimentul a avut o escadrilă echipată cu Yak-1. Din noiembrie 1942, regimentul a început să folosească Bell P-39 Airacobra până la sfârșitul celui de-al doilea război mondial.
Începând cu martie 1942, regimentul a făcut parte din Forțele Aeriene Sovietice ale armatei 18 a Frontului de Sud, în special ca parte a Regimentului 216 de aviație vânătoare și al 9-lea Regiment de aviație vânătoare.
În timp ce forțele aeriene germane erau staționate pe câmpurile aeriene din Bălți, aeronave precum Messerschmitt Bf.109, Junkers Ju 88 au fost operate de pe aeroporturile din Bălți. Unul dintre cei mai de succes piloți germani de la Jagdgeschwader 77 (JG 77), sergentul șef Rudolf Schmidt a fost rănit în luptele aeriene asupra Bălțiului.
Surse diverse se referă la cinci locații de aerodromuri diferite din Bălți și împrejurimile sale. Mai jos veți găsi trei dintre ele, primul - unde a fost amplasat aeroportul oficial al orașului Bălți până la închiderea sa recentă, al doilea - lângă lacul central din Bălți, și al treilea - numit aerodromul Semenovka, catalogat incorect ca fiind situat în satul Singureni (aerodromul din Semenovka era un alt aerodrom decât cel Aeroportul Bălți Oraș și a fost situat în satul Semenovka dincolo de Nistru), situat vizavi de satul Corlăteni (pe partea cealaltă a drumului către Aeroportul Internațional Bălți-Leadoveni din Corlăteni) (vezi pagina 25).
În 1944, după ce forțele aeriene ale Armatei Roșii s-au întors la Bălți, a fost operată cursa Bălți-Bari din Bălți cu un grup de 12 avioane Yak-9DD în Italia, care au escortat aeronavele Douglas A-20 Havoc (Boston, Havoc), care, de asemenea a fost una dintre cele mai faimoase mașini printre cele livrate în cadrul Lend-Lease. Aeronava Yak-9DD (cu rază lungă de acțiune) a fost un avion de vânătoare cu un consum de combustibil crescut și au fost o modificare a seriei Yak-9D și Yak-9T cu motorul VK-105PF. OKB le-a produs în legătură cu nevoia de a obține un avion de luptă cu un interval de zbor și mai lung decât în Yak-9D, capabil să îndeplinească sarcinile de escortare a bombardierelor în timpul operațiunilor lor din spatele inamicului. Datorită creșterii semnificative a dimensiunii rezervoarelor de combustibil și a rezervelor de combustibil (în comparație cu Yak-9D cu mai mult de 30%), intervalul și durata zborului au crescut semnificativ. Intervalul de zbor până la arderea completă a combustibilului la o altitudine de 1000 m la viteza maximă de 0,9 a crescut la 1325 km, iar în modul cel mai favorabil, la 2285 km. Durata zborului a crescut, respectiv, la 2 ore 22 minute și 6 ore 31 minute (cu 26% mai mult decât Yak-9D). Distanța lungă și durata zborului au făcut posibilă utilizarea Yak-9DD ca avion de vânătoare de escortă, precum și pentru îndeplinirea independentă a misiunilor speciale din spatele liniilor inamice. Modificarea a fost făcută de Biroul de Proiectare în aprilie 1944 conform decretului Comitetului de Stat al Apărării din 20 februarie 1944. Testele de stat au avut loc la Institutul de Cercetări ale Forțelor Aeriene, în perioada 24 iulie - 2 august 1944 (piloții P. M. Stefanovsky, Yu.A. Antipov, inginer principal M. A. Pronin). Yak-9DD a fost produs în masă din mai 1944 până în septembrie 1945. Un total de 399 de aeronave au fost construite.
Avioane de vânătoare Yak-9DD cu rază lungă de acțiune dintr-un grup de 12 avioane de acest tip din august 1944, sub comanda maiorului I.I. Ovcharenko, au făcut fără rezervoare de benzină suplimentare primul zbor non-stop Bălți-Bari (Italia) fără oprire de 1300 km lungime pentru a ajuta Armata Populară de Eliberare a Iugoslaviei. Liderul a fost bombardierul “Boston”, condus de un pilot experimentat de la Institutul de Cercetări al Forțelor Aeriene, M.A. Nyukhtikov. Acest zbor și lucrările ulterioare de escortare a aeronavelor de transport S-47 pe teritoriul Iugoslaviei eliberate de partizani au demonstrat calitățile operaționale și de zbor ale Yak-9DD. Pe întreaga perioadă de ședere în Bari, nu a existat un singur caz de avarie sau refuz a aeronavei, deși în fiecare cursa (și au fost 155 dintre ele), a trebuit să traverseze Marea Adriatică de două ori, trecând pe o suprafață de apă de 400 până la 600 km și să aterizeze pe piste cu dimensiuni limitate situate printre munți înalți, cu latura puternică și chiar vânt slab. În 1944, Yak-9DD a fost folosit cu succes pentru a escorta fortăreața zburătoare Boeing B-17 și bombardierele Liberatoare B-24 consolidate, care au făcut zboruri navetă către ținte din România fără a ateriza din Poltava (Ucraina) spre Bari (Italia). Yak-9DD la altitudini de până la 3000 - 4000 m în viteză și manevră a depășit luptătorii britanici și americani pe baza aerodromului din Bari - Hawker Tempest I, Supermarine Spitfire Mk.IX, Bell P-63 Kingcobra, Curtiss P-40 Kittyhawk, Republica P-47 Thunderbolt și altele. Aeronava Yak-9DD care escortează aeronavele de transport Douglas C-47 Skytrain de la Bălți a zburat către Bari pentru sprijinul țintit al lui Tito în Iugoslavia pe teritoriul eliberat de partizanii iugoslavi. Conform unor rapoarte, după ce au terminat fiecare misiune, s-au întors din Bari înapoi în Bălți, potrivit altor surse, aeronavele din Bălți au avut sediul în Bari pentru o lungă perioadă de timp. În fiecare dintre cele 155 de sortări, a fost necesar să traverseze Adriaticul de două ori.

## Operatori aerieni la Bălți
Operatorii de aviație din aeroporturile și aerodromurile din Bălți și suburbiile din Bălți sunt împărțiți în principal în operatori civili și militari.

### Aviația civilă
Operațiunile aeroporturilor și aerodromurilor din Bălți și din suburbiile din Bălți au fost realizate atât de operatori civili cât și militari. În prima jumătate a secolului XX, operatorii La Bălți au fost direct companii aeriene (românești și sovietice), în timp ce în a doua jumătate a secolului XX companii locale / întreprinderi care operează aeroporturi la Bălți s-au format în Bălți, unele (ca Moldaeroservice) sunt, de asemenea, companii aeriene în același timp.

#### CFRNA-LARES-SARTA
La 26 iunie 1920, a fost adoptat decretul 2705, potrivit căruia Administrația Aviației a fost înființată sub Ministerul Comunicațiilor din România. în aceeași perioadă, statul român a decis să dea dreptul de a opera zboruri aeriene CFRNA (Compangnie Franco-Roumaine de Navigation Aérienne) Companiei de Navigație Aeriană Franco-Române, înregistrată la 13 aprilie 1920 la Paris. La 9 iulie 1930 a fost înființată LARES (Liniile Aeriene Române Exploatate cu Statul) comoania aeriană de stat a Romaniei. În 1937, LARES a fost înlocuită de SARTA (Societatea Română de Transporturi Aeriene), care la rândul său a fost înlocuită la 8 august 1945 de TARS (Societatea Romană de Transporturi Aeriene Româno-Sovietice. La 18 septembrie 1954 a fost constituită compania TAROM (rom. Transporturile Aeriene Române). 
Regele Carol al II-lea a decis două lucruri: să dezvolte aviația turistică și aviația de transport civil. Pentru aviația turistică, a creat Aeroclubul, a cărui sarcină au fost școlile de pilotaj civil, care s-au dezvoltat activ în perioada 1932-1933, 1940 până în 1942. 
În perioada Regatului Român, aerodromuri din Bălți de-a lungul lacului orășenesc central, precum și în Singureni, au fost utilizate, în special, pentru zboruri cu transferuri de la București la Cernăuți sau la Hotin cu transferuri la Chișinău și Bălți, atât de CFRNA din anii 20, cât și de LARES în anii treizeci, ca cu SARTA.

#### Detașamentul aviatic din Bălți nr. 281 șiAeroflot
Începând cu anul 1961, Aeroportul Bălți-Oraș a început să primească aeronave IL-14 pentru desterbirea transportul pasagerilor pe rutele pe distanțe lungi către cele mai îndepărtate orașe ale fostei URSS de către avioanele Aeroflot. Astfel s-a format Întreprinderea sovietică de transport aerian Bălți - detașament aviatic Bălți. Cel mai important lucru pentru întreprinderea de stat este 1966, când, conform ordinului ministrului aviației civile al URSS, pe baza escadrilei aviației constând din aeronave Yak-12 și An-2, a fost format detașament nr. 281 aviatic din Bălți  împreună cu serviciile aeroportuare.
În anii 80, operatorul a fost numit: Întreprinderea de aviație Bălți sub Direcția de producție a aviației civile republicane din Moldova.

#### Moldaeroservice

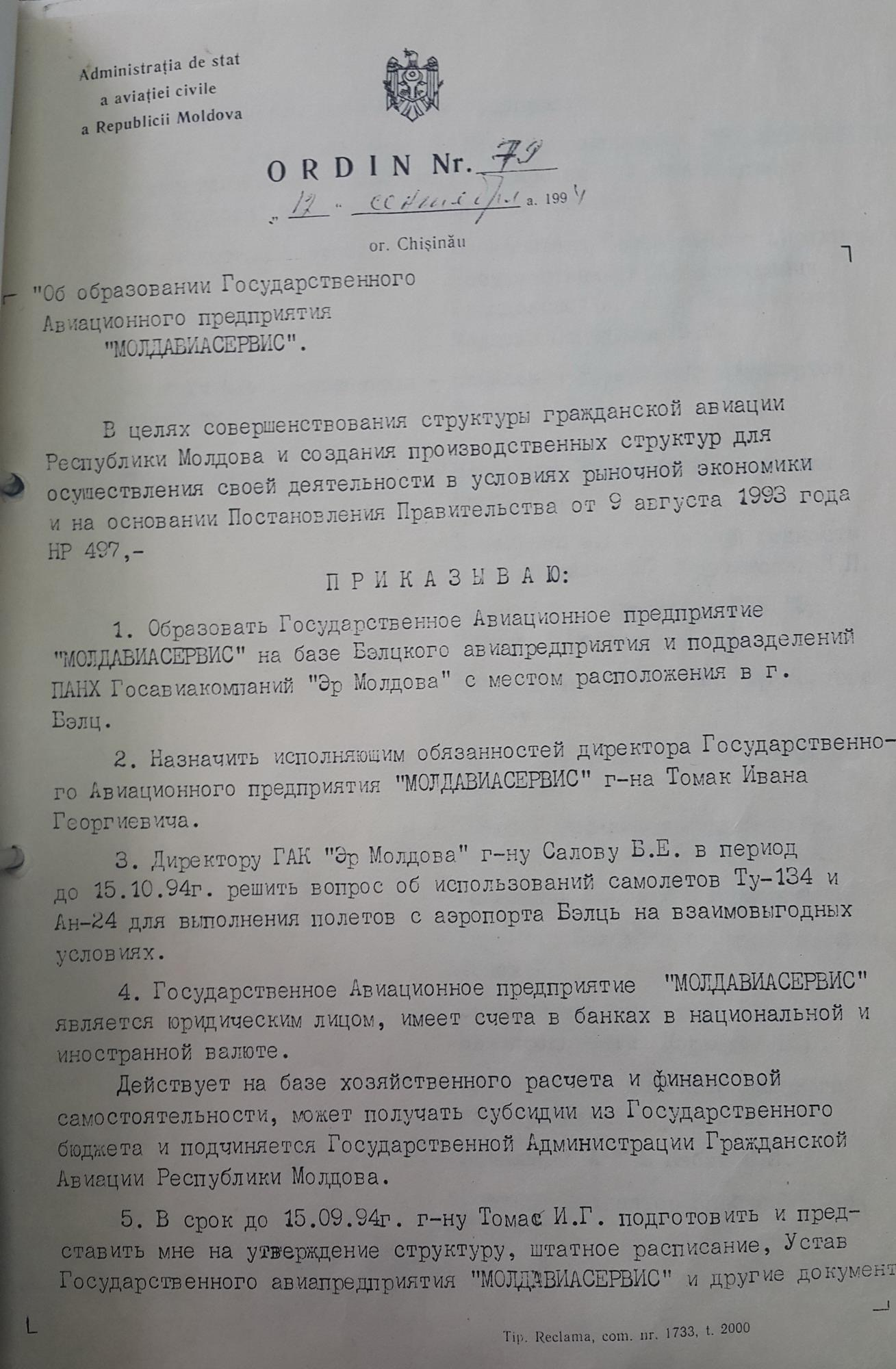
Order No 79 on creation of State Enterprise Moldaeroservice at Bălți-Leadoveni Airport

### Aviația militară
Istoria operatorilor de aviație militară din Bălți datează din cel de-al Doilea Război Mondial, printre care (i) forțele aeriene ale Armatei Roșii au ajuns primele la Bălți, după ultimatumul de la Stalin către Regatul Român, privind cedarea Basarabiei URSS, fiind urmate de (ii) diferitele regimente Luftwaffe din al treilea Reich. Aceste unități aeriene militare au fost primele care s-au instalat cu bazele militare la Bălți și suburbiile sale, precum și (iii) Forțele Aeriene Regale Române, care, spre deosebire de primele două, nu au creat o bază staționară la Bălți. După retragerea de la începutul celui de-al Doilea Război Mondial, spre sfârșitul său, Forțele Aeriene ale Armatei Roșii s-au instalat iarăși la Bălți.

#### Gruparea Aeriană de Luptă
Forțele Aeriene Regale Române nu au fost dislocate la Bălți, spre deosebire de Forțele Aeriene Armatei Roșie Sovietice și de Forțele Aeriene Luftwaffe al Treilea Reich, care au sosit și au fost staționați la Bălți alternativ în timpul celui de-al Doilea război mondial.
Vladimir Gheorghian, născut în satul Zgărdești, județul Bălți, fratele lui Haralambie Gheorghian, prefectul de Bălți în epoca interbelică, a pilotat un avion biplan românesc IAR-39, efectuând operațiunile de bombardare ușoară și servicii de supraveghere, având un echipaj format dintr-un observator și un sergent-mitralior. Pentru lupte eroice în operațiunile de eliberare a Basarabiei, a primit Ordinul Militar de Război „Mihai Viteazul”, Ordinul Steaua României, Ordinul Coroana României, Crucea de Fier.
În plus, în timpul Bătăliei de la Odesa a Armatei a 4-a române și a Grupării Aeriene de Luptă (GAL) în faza inițială, unitățile de aviație germană bazate la Bălți au oferit sprijinul unităților române și anume unitățile germane ale escadrei 27 bombardament (KG 27) dotată cu bombardiere He 111P, ale escadrei 51 bombardament (KG 51) dotată cu bombardiere Ju 88A și ale escadrilei II a escadrei 77 vânătoare (II./JG 77) dotată cu avioane de vânătoare Messerschmitt Bf109F).

## Aeroporturile de la Bălți
Au fost localizate nouă locații ale diferitelor aerodromuri din Bălți și din împrejurimi:
| Tip                                                              | Locație                                                | Periodă                                              | Jurisdicție                                            |
| ---------------------------------------------------------------- | ------------------------------------------------------ | ---------------------------------------------------- | ------------------------------------------------------ |
| civil (baza aeriană principală din Bălți)                        | de-a lungul lacului central din Bălți (str. Sportului) | Perioada interbelică                                 | România                                                |
| militar (baza aeriană principală din Bălți)                      | Singureni                                              | al Doilea Război Mondial                             | URSS ( RSS Moldovenească), România et Germania Nazistă |
| militar (baza aeriană avansată de la aerodromul principal Bălți) | Pîrlița                                                | al Doilea Război Mondial                             | URSS ( RSS Moldovenească)                              |
| militar (baza aeriană avansată de la aerodromul principal Bălți) | Boldurești                                             | al Doilea Război Mondial                             | URSS ( RSS Moldovenească)                              |
| militar (baza aeriană avansată de la aerodromul principal Bălți) | Maiakî                                                 | al Doilea Război Mondial                             | URSS ( RSS Ucraineană)                                 |
| militar (baza aeriană avansată de la aerodromul principal Bălți) | Semenivka                                              | al Doilea Război Mondial                             | URSS ( RSS Ucraineană)                                 |
| militar (baza aeriană avansată de la aerodromul principal Bălți) | Iosîpivka                                              | al Doilea Război Mondial                             | URSS ( RSS Ucraineană)                                 |
| civil (baza aeriană principală din Bălți)                        | Aeroportul Bălți-Oraș                                  | Urmările celui de-al Doilea Război Mondial-Anii 1980 | URSS ( RSS Moldovenească) et Republica Moldova         |
| civil (baza aeriană principală din Bălți)                        | Aeroportul Internațional Bălți                         | Anii 1980-astăzi                                     | URSS ( RSS Moldovenească) et Republica Moldova         |

- Primul aerodrom de testare a fost amplasat de-a lungul lacului central din Bălți.
- Fiind situat pe ambele părți ale Drumului European E583/Drumului Național M14), Aeroportul Internațional Bălți se află la 7,4 km de fostul aerodrom militar principal Bălțean din Singureni, la nord de Bălți.
- Aeroportul Bălți-Oraș era situat în orașul Bălți, la capătul estic al acestuia.
- Aerodromurile de la Pîrlița, Boldurești, Semenivka, Maiakî și Iosîpivka erau baze aeriene avansate - aerodromuri de sprijin pentru principalul aerodrom militar de la Bălți din Singureni.

La 15 mai 1947, la Bălți a fost deschisă o bază civilă de asistență aeriană pe baza aerodromului de la Singureni. De pe acest aerodrom au fost operate zboruri pentru transportul de poștă și marfă, iar din 1948 pentru transportul de pasageri, personal medical în zonele populate, transportul pacienților grav bolnavi la spitalele din Chișinău, precum și transportul în agricultură și silvicultură. 

## Companiile aeriene deservite la aeroporturi din Bălți
- Air Moldova[19]

- FlyOne[21]

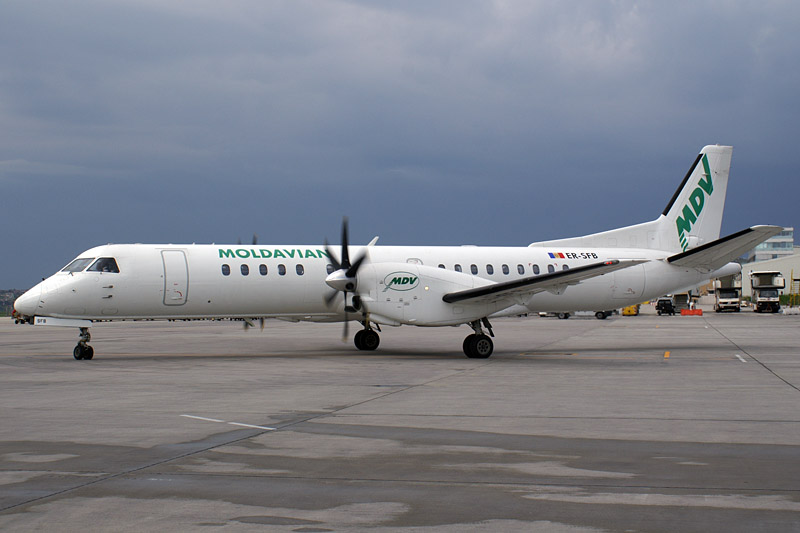
Fondată în 1994, Moldavian Airlines a fost prima compania aeriană provată în Moldova

- Moldavian Airlines ставшая Carpatair[22]

## Personalități legate de istoria aviației Bălțene
- Grigore Baștan[23]
- Robert Frimtzis[24]
- Vladimir Gheorghian[17]
- Reinhard Heydrich[25]
- Aleksandr Pokrîșkin[26]
- Grigori Leadov[27]
- Nadia Russo[28]
- Rudolf Schmidt[29]

## Galeria foto

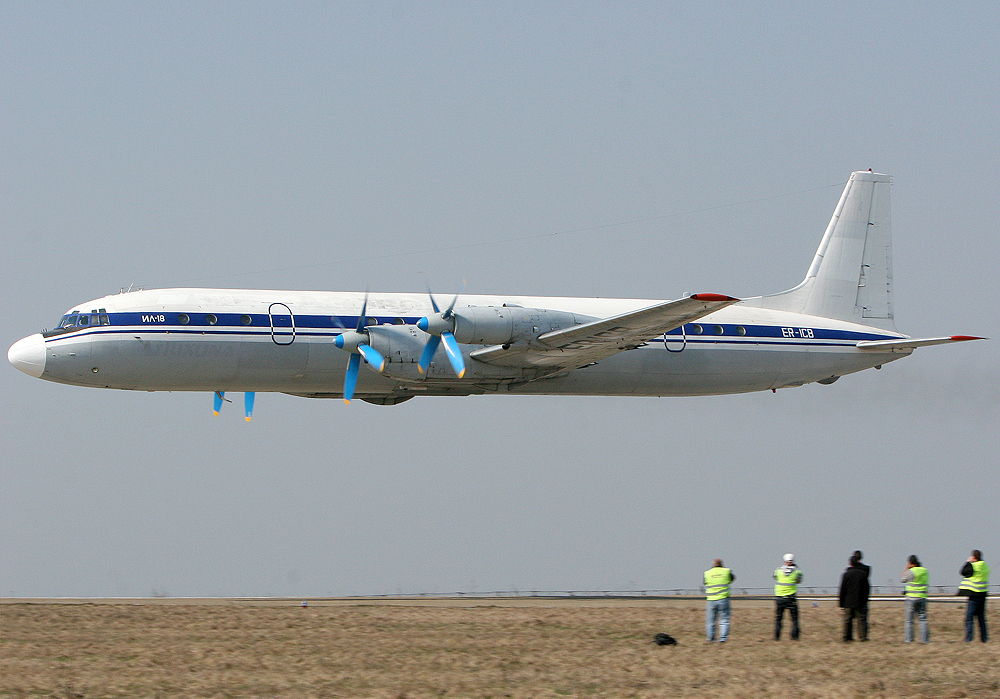
Ил-18 компании Grixona в аэропорту Бельцы-Лядовены
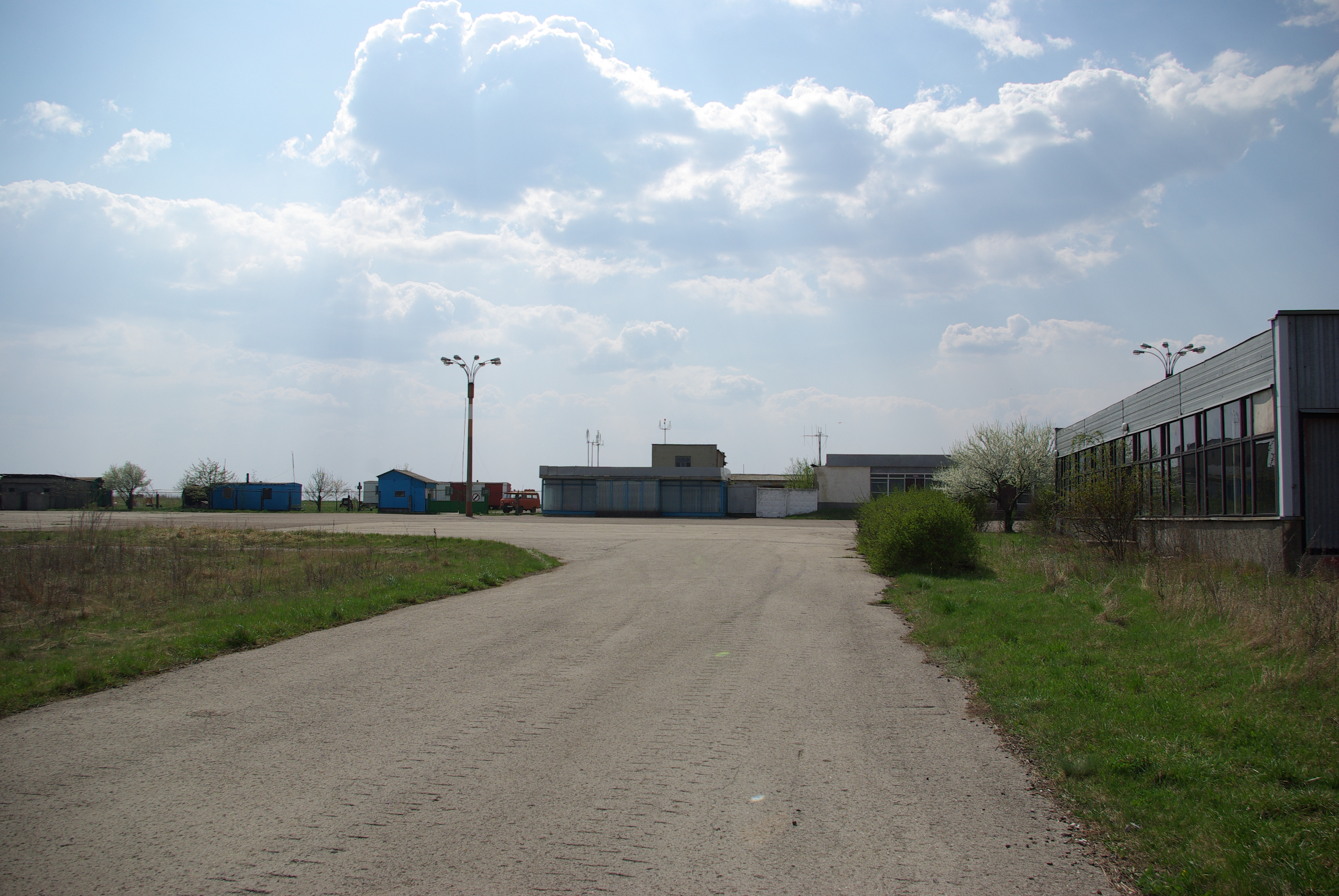
Терминал прибытия и обработки багажа в аэропорту Бельцы-Лядовены
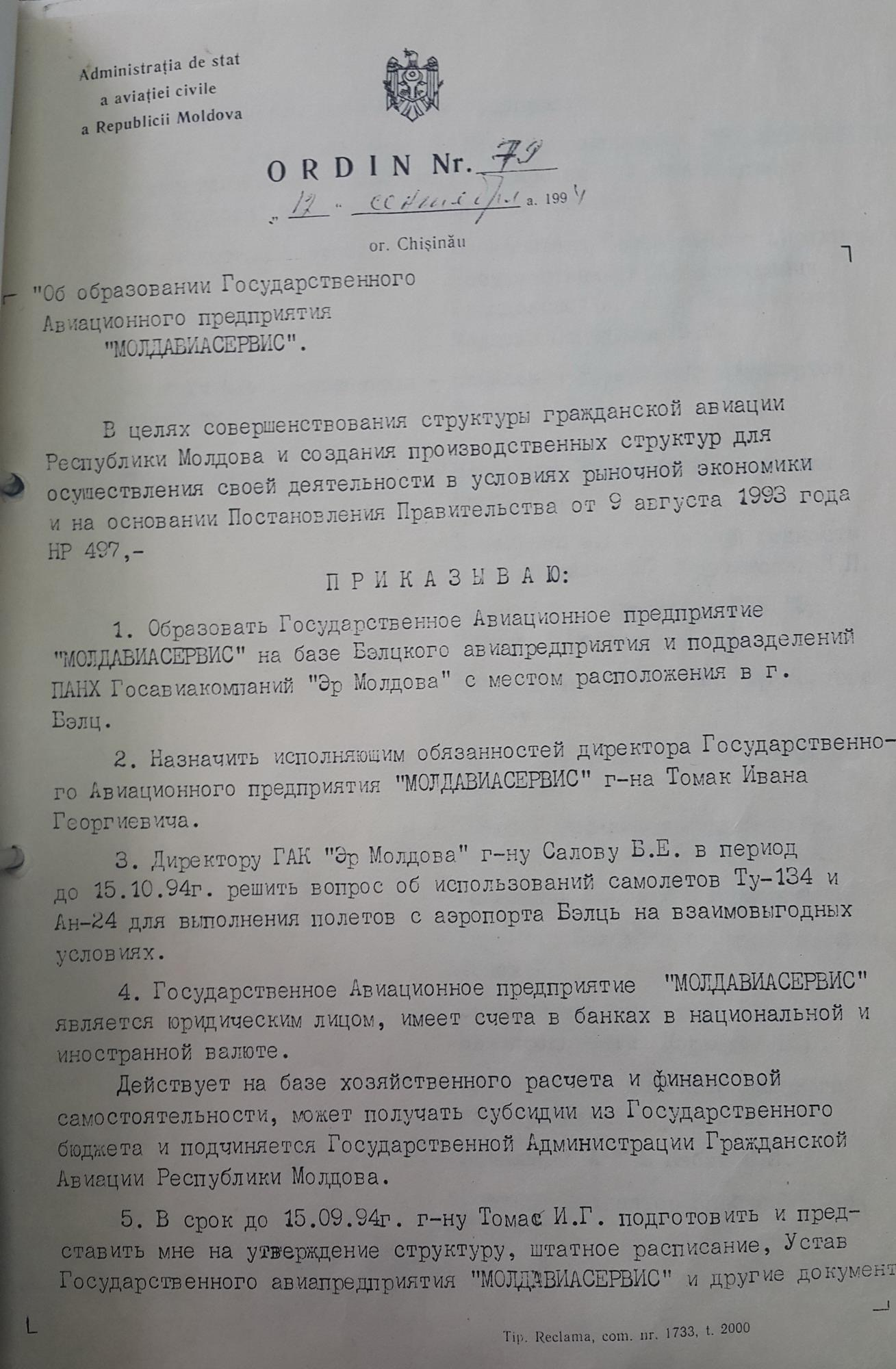
Приказ No 79 по созданию Государственного Предприятия Moldaeroservice в аэропорту Бельцы-Лядовены